# Tempestade tropical Claudette (2021)
A tempestade tropical Claudette foi um ciclone tropical fraco que causou fortes chuvas e tornados no sudeste dos Estados Unidos em junho de 2021, causando graves danos. A terceira depressão e tempestade nomeada da temporada de furacões no oceano Atlântico de 2021, Claudette se originou de um amplo vale de baixa pressão sobre a Baía de Campeche em 12 de junho, que se moveu erraticamente pela região pelos próximos dias. Movendo-se para o norte com pouco desenvolvimento devido aos ventos desfavoráveis de nível superior e à interação com a terra, o National Hurricane Center (NHC) deu início a recomendações sobre como um ciclone tropical potencial no final de 17 de junho, devido à sua ameaça iminente à terra. A perturbação finalmente se organizou em Tempestade Tropical Claudette às 09:00 UTC em 19 de junho, pois estava no sudeste da Louisiana. Claudette enfraqueceu em uma depressão ao virar para o leste-nordeste antes de passar pelo Mississippi, Alabama, Geórgia e Carolina do Sul. A força baroclínica fez com que Claudette se reintensificasse em uma tempestade tropical sobre a Carolina do Norte no início de 21 de junho antes de acelerar no Oceano Atlântico naquele dia. Logo depois, degenerou em depressão de baixa pressão no mesmo dia, antes de ser absorvido por outro ciclone extratropical no dia seguinte.
Claudette produziu ventos fortes, inundações repentinas e tornados em grande parte do sudeste dos Estados Unidos. Os impactos foram mais graves no Alabama e no Mississippi, onde chuvas fortes causaram inundações repentinas. Vários tornados nos estados também causaram danos graves, incluindo um tornado EF2 que danificou uma escola e destruiu partes de um parque de trailers em East Brewton, Alabama, ferindo 20 pessoas. Pelo menos 14 pessoas morreram no Alabama devido à tempestade.

## História meteorológica
Às 12:00 UTC em 11 de junho, o Centro Nacional de Furacões observou a possibilidade de um cavado de baixa pressão se desenvolver nos próximos dias na baía de Campeche e no sudoeste do Golfo do México. Um grande distúrbio então saiu do Pacífico Oriental para o México e 24 horas depois, um aglomerado de convecção formou-se sobre a baía de Campeche e partes do México e da América Central. Movendo-se erraticamente sobre a baía, o distúrbio ganhou uma circulação ampla e mal definida em 13 de junho. Nos dias seguintes, a estrutura do sistema mudou minimamente, embora a atividade convectiva tenha ocorrido continuamente. O ciclone não conseguiu se desenvolver sobre a Baía de Campeche devido aos ventos desfavoráveis de nível superior e à interação com o solo, em vez disso, moveu-se para o norte em 17 de junho. Mais tarde naquele dia, uma aeronave de reconhecimento de Caçadores de furacões investigou o sistema, mas não encontrou uma circulação de superfície fechada. No entanto, devido à sua ameaça iminente à terra, o NHC designou o distúrbio como Ciclone Tropical Potencial Três às 21:00 UTC naquele dia, e começou a emitir avisos sobre ele. Esta designação é dada a distúrbios tropicais que não adquiriram o status de ciclone tropical, mas são susceptíveis de trazer força de tempestade tropical ou ventos mais altos para uma área, neste caso a Costa do Golfo dos Estados Unidos, e foi usado pela primeira vez como o precursor de Tempestade tropical Bret em 2017. Por volta dessa época, o padrão de nuvens do sistema estava lentamente se organizando e uma ampla faixa curva se desenvolveu no lado leste da tempestade, com o NHC descrevendo sua estrutura mais parecida com a de um ciclone subtropical. Os dados do Hurricane Hunters indicaram que o sistema estava bastante torto, com a atividade convectiva sendo deslocada a leste do centro de circulação mal definido. Isso ocorreu devido ao cisalhamento do vento produzido por uma depressão de nível superior na costa oeste do Golfo do México.
No dia seguinte, o centro foi reformado mais ao norte, o que aumentou a convecção e adicionou uma curvatura às nuvens de nível inferior. Às 09:00 UTC em 19 de junho, o sistema desenvolveu uma circulação bem definida o suficiente para que a tempestade se tornasse uma tempestade tropical, recebendo o nome de Claudette no interior do sudeste da Louisiana. A formação de Claudette sobre a terra pode ter sido resultado do efeito oceano marrom, a primeira ocorrência desse tipo nos Estados Unidos em 3 anos. Mais tarde naquele dia, às 21:00 UTC, Claudette enfraqueceu para uma depressão sobre o Alabama. Claudette então gradualmente virou para o leste-nordeste e mudou-se através da Geórgia do Norte para o norte do estado da Carolina do Sul como uma depressão tropical. A convecção profunda aumentou em faixas curvas no final de 20 de junho, mas o centro não estava bem definido. No início de 21 de junho, Claudette se intensificou em uma tempestade tropical enquanto ainda estava localizada no nordeste da Carolina do Norte. Claudette emergiu sobre o Oceano Atlântico Ocidental mais tarde naquele dia como uma tempestade tropical enquanto incrustada em um envelope maior de baixa pressão acelerando para leste-nordeste. Depois de entrar no Oceano Atlântico, Claudette se moveu ao longo da costa dos Estados Unidos e degenerou em um vale de baixa pressão às 03:00 UTC de 22 de junho. No entanto, o remanescente extratropical de Claudette continuou a se mover para o nordeste, antes de atingir a Nova Escócia e depois Terra Nova às 03:00 UTC e 12:00 UTC em 23 de junho, respectivamente. Mais tarde naquele dia, o resto de Claudette foi absorvido por outra tempestade extratropical a oeste.

## Preparativos

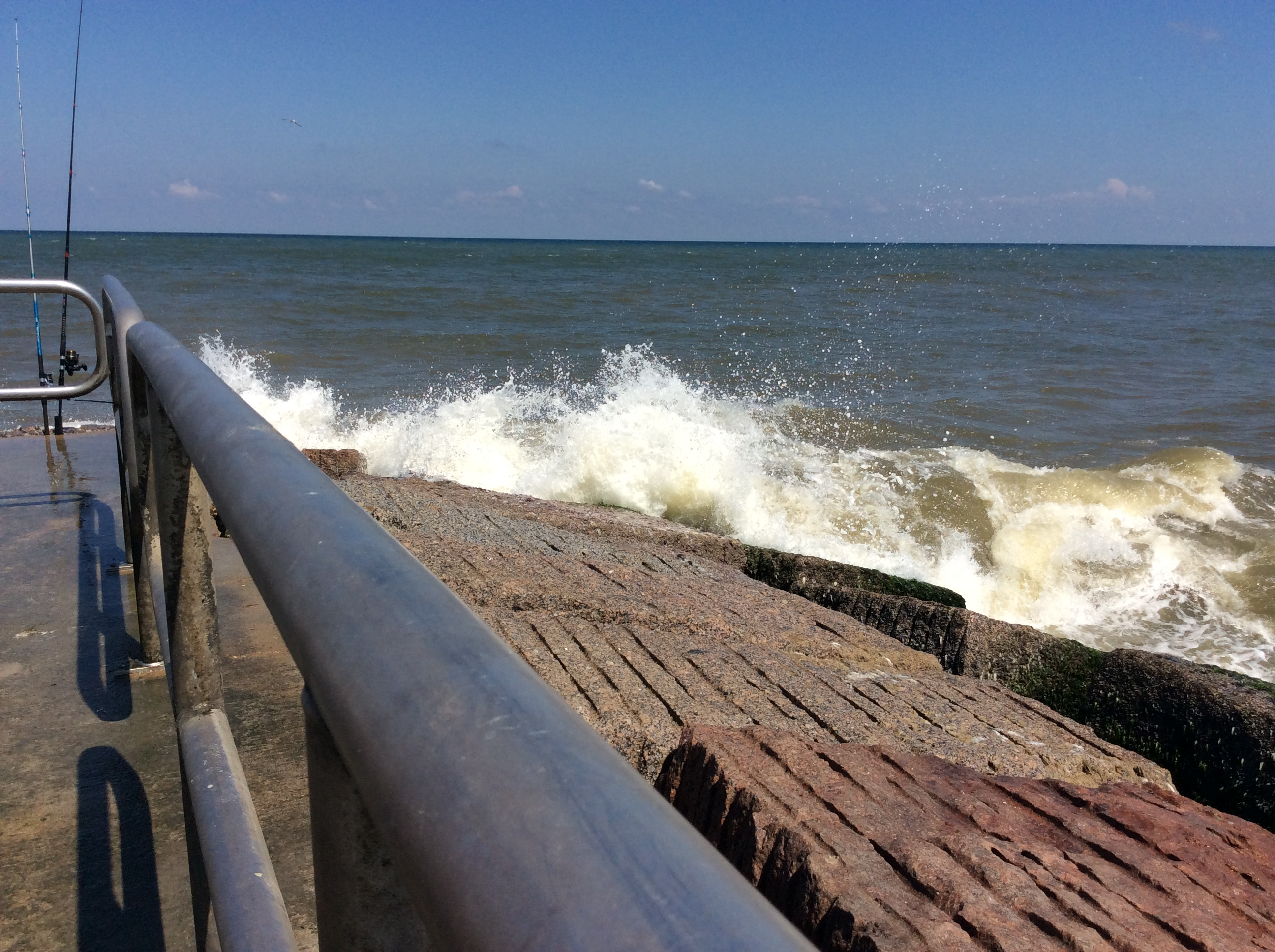
Ondas de Claudette batendo contra molhes na Ilha North Padre, Texas

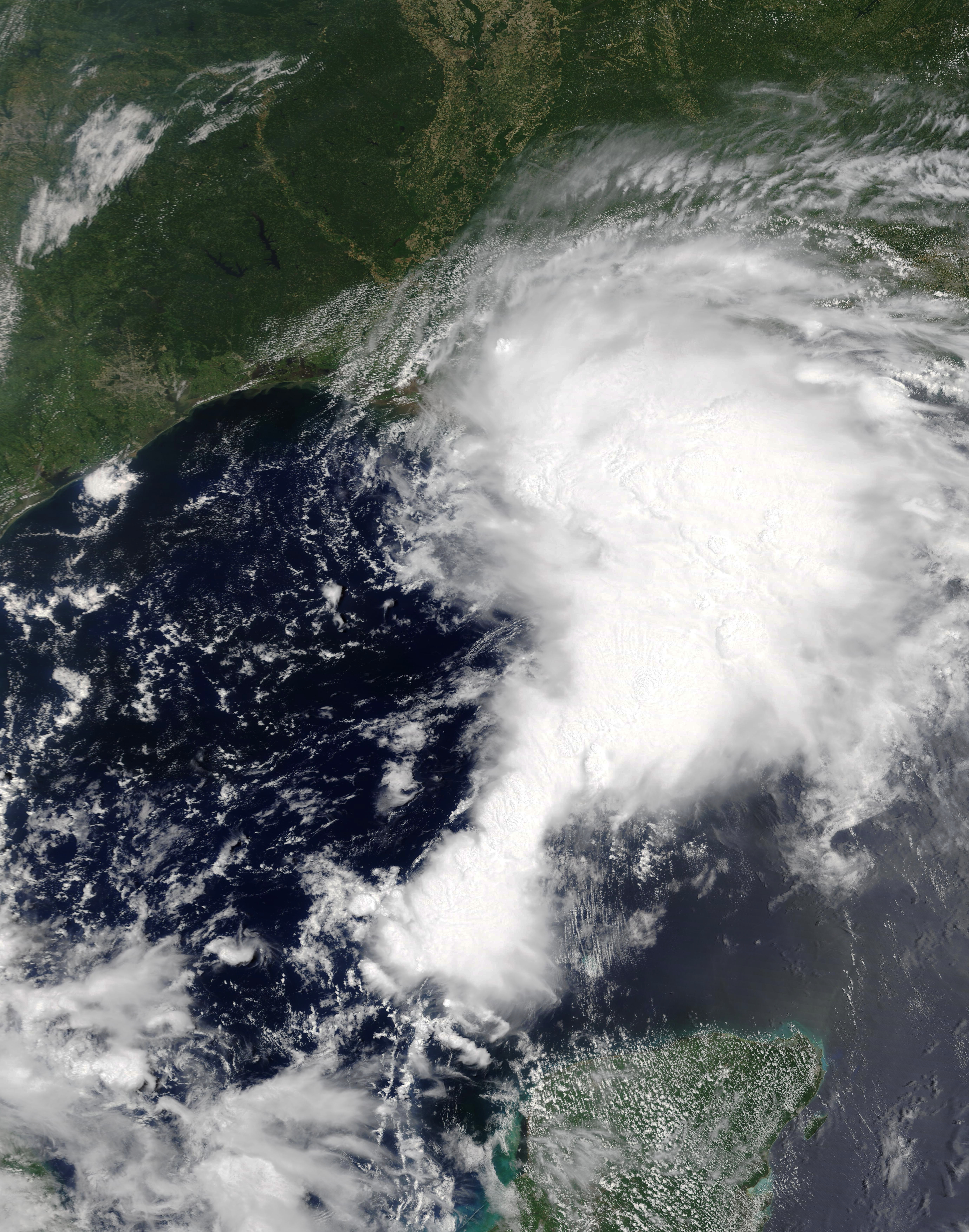
Claudette como um potencial ciclone tropical se aproximando da Louisiana em 18 de junho

Às 21:00 UTC em 17 de junho, um Alerta de Tempestade Tropical foi emitido de Intracoastal City, Louisiana para a divisa do estado de Alabama - Flórida, incluindo a Área Metropolitana de Nova Orleans, Lago Pontchartrain e Lago Maurepas, após a designação como um ciclone tropical em potencial. O aviso entre Morgan City e Intracoastal City foi posteriormente cancelado às 15:00 UTC em 18 de junho. Avisos de inundação instantânea também foram encomendados para grande parte do sudeste da Louisiana e Mississippi entre 18 e 20 de junho, e também para o centro e sul do Alabama. Avisos de enchentes costeiras também foram postados de Intracoastal City até a divisa do estado de Mississippi-Alabama. Antecipando Claudette, o Storm Prediction Center emitiu vários Tornado Watches para o sul da Louisiana e Alabama, Florida Panhandle e Geórgia, já que as condições pareciam favoráveis para a formação de tornadogênese e supercélulas embutidas nas faixas externas da tempestade. O governador da Louisiana, John Bel Edwards, decretou estado de emergência para o estado em 17 de junho, proibindo a manipulação de preços e permitindo a distribuição de ajuda de emergência fornecida pelo estado. Locais de sacos de areia foram abertos em muitas paróquias no sudeste da Louisiana. A Chevron Corporation e a Occidental Petroleum removeram funcionários não essenciais e implementaram protocolos de clima severo em suas instalações do Golfo do México, algumas das quais estão localizadas a cerca de 150 milhas (240 km) ao largo da costa da Louisiana.
Pelo menos 90.000 sacos de areia foram enviados às áreas costeiras no Mississippi pela agência estadual de gerenciamento de emergências, que aconselhou os residentes a permanecerem vigilantes. Vários eventos, incluindo eventos de Juneteenth foram cancelados ou adiados devido à ameaça de Três no sul do Mississippi, 2021 foi o primeiro ano de Juneteenth foi oficialmente um feriado federal. A Floresta Nacional De Soto fechou locais de recreação perto de Saucier e os desembarques do rio ao longo de Black Creek. No vizinho Alabama, as equipes de construção tiveram que terminar rapidamente os reparos nas anteparas em Fairhope e na drenagem em Downtown Mobile, a primeira das quais foi danificada pelos furacões Sally e Zeta no ano anterior. O Gulf Islands National Seashore, na Flórida, fechou Fort Pickens, emitindo uma evacuação obrigatória para todos os funcionários e visitantes da reserva, que durou até o meio-dia de 18 de junho. Isso se deveu a preocupações com as marés altas empurrando a areia para a Fort Pickens Road, criando condições hostis para o uso. Apesar disso, "Opal Beach", o local do furacão Opal e Perdido Key permaneceram abertos. Um total de 5-15 polegadas de chuva foi previsto pelo NHC em 19 de junho enquanto Claudette vagava para o leste ao longo do sul profundo.
Às 15:00 UTC em 19 de junho, um Alerta de Tempestade Tropical foi emitido para a Carolina do Norte, de Cabo Fear a Duck. Às 09:00 UTC no dia seguinte, um Alerta de Tempestade Tropical foi ordenado de Little River Inlet, Carolina do Sul para Duck. Um alerta de tempestade tropical também se estendeu de Little River Inlet ao South Santee River na Carolina do Sul. Onda de tempestade de até 1-3 pés eram possíveis da fronteira entre a Carolina do Norte e a Virgínia ao sul até Little River Inlet. As chuvas fortes e até mesmo a possibilidade de tornados isolados permaneceram.

## Impacto e consequências

### México e América Central
O Giro da América Central, que mais tarde gerou as Tempestades Tropicais Claudette e Dolores, causou chuvas torrenciais em partes da América Central e do México. As chuvas foram particularmente intensas em Veracruz, Oaxaca e Puebla, onde vários deslizamentos de terra ocorreram. Em Oaxaca, pelo menos dez comunidades zapotecas foram impactadas pelo transbordamento de riachos e rios e danos à agricultura e infraestrutura. Os piores danos em Oaxaca foram nas regiões de Sierra Sur e Costa, onde deslizamentos de terra tornaram as estradas intransponíveis. Danos foram relatados a casas em seis municípios em Veracruz; a Secretaria de Defesa Nacional (SEDNA) destacou pessoal em Xalapa para ajudar nos esforços de limpeza.

### Estados Unidos
Claudette atingiu a costa da Louisiana em 19 de junho e um dia antes do Dia dos Pais, Ventos com força de tempestade tropical impactaram partes da costa norte do Golfo, com uma estação meteorológica na Ilha Petit Bois registando ventos de 63 km/h (39 mph) e rajadas de até 74 km/h (46 mph). Além disso, vários tornados foram relatados no Mississippi, Alabama, Flórida e Geórgia.
Em Carnes, Mississippi, uma estrada foi destruída. Inúmeras ruas foram cobertas por enchentes na comunidade de Brooklyn. Dois EF0 tornados também foram confirmados no estado. As áreas do Mississippi receberam mais de 280 mm (11 in) de chuva e o sudeste da Louisiana acumulou mais de 230 mm (9 in) na tarde de 19 de junho. Neste último estado, várias casas, ruas e pátios foram inundados. O primeiro relatou enchentes repentinas, bem como no Alabama e no Panhandle da Flórida.

#### Alabama

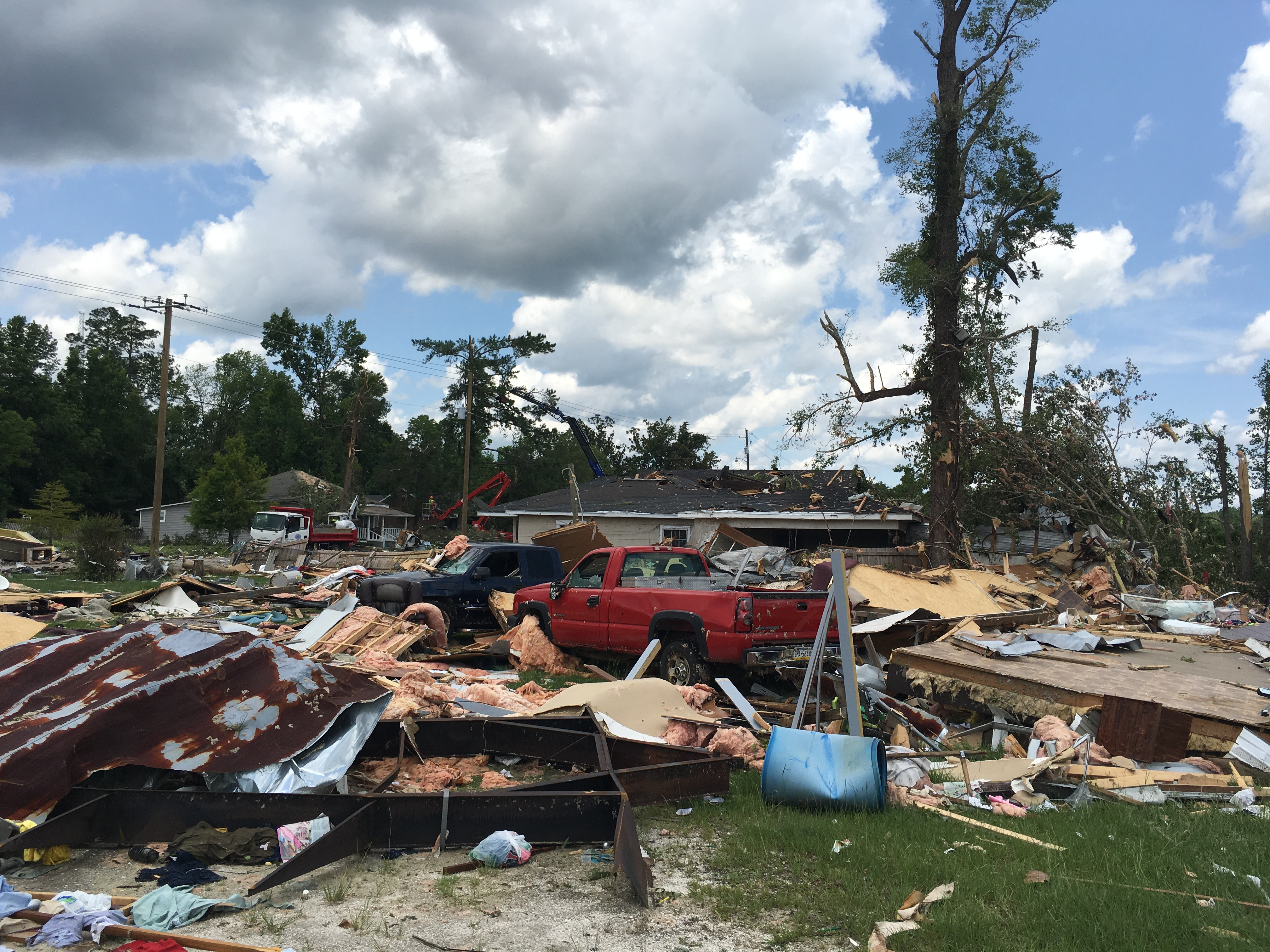
Graves danos causados por um tornado EF2 perto de East Brewton, Alabama, em 19 de junho

Chuvas fortes e fortes tempestades afetaram grande parte do Alabama, com a maior precipitação ocorrendo ao longo de duas faixas nas porções norte e sul do estado. O maior total de chuva medido foi de 164 mm (6.44 in) no nordeste do Alabama, embora os totais estimados dos meteorologistas do Serviço Meteorológico Nacional possam ter sido localmente mais altos. As inundações ocorreram ao longo de uma área de Tuscaloosa a Birmingham e Fort Payne em conjunto com as chuvas mais fortes durante a noite de 19-20 de junho. A Agência de Gerenciamento de Emergências do estado estimou que 150–200 casas foram danificadas. Equipes de busca e resgate foram implantadas para procurar aqueles que se perderam nas enchentes, e as tripulações usaram barcos em Pebble Creek para fazer isso. Perto de Tuscaloosa, uma barragem particular quebrou e a inundação subsequente destruiu um duto de água e esgoto da usina siderúrgica da Nucor Corp. Isso, por sua vez, danificou o sistema de esgoto da cidade, levando as autoridades a impor restrições de água para 100.000 pessoas. As inundações na cidade danificaram ou destruíram 45 casas. Danos apenas ao sistema de esgoto são estimados em US $ 1,5–4 milhões. As enchentes destruíram 5 casas, danificaram gravemente 38 e impactaram outras 53 em Northport e Tuscaloosa coletivamente. Danos residenciais e de infraestrutura entre as duas cidades chegaram a US $ 3,35 milhões.
Os ventos mais fortes ocorreram nos condados do sul e costeiros, com breves períodos de vendavais constantes relatados na Ilha Dauphin e no Forte Morgan. Uma rajada máxima de 79 km/h (49 mph) foi medido em Point Clear. Aproximadamente 90.000 clientes do Alabama Power perderam eletricidade devido a linhas de transmissão interrompidas. Ondas de tempestade que acompanham o ciclone geralmente atingem 0.30–0.91 m (1–3 ft), com um máximo de 1.12 m (3.67 ft) em Bayou La Batre. As alturas do surfe no topo da onda em Baía de Mobile alcançaram 1.8–3.7 m (6–12 ft). As inundações forçaram o fechamento de estradas em Bayou La Batre, Coden e The Causeway ao longo da U.S. Route 90. O cais de pesca da Ilha Dauphin sofreu pequenos danos. Três tornados pousaram no estado: dois EF0s e um EF2. Os dois primeiros causaram danos mínimos perto de Florala e do Píer Cedar Point em Mobile, onde uma pessoa ficou ferida por destroços. Este último causou grandes danos ao longo de um caminho de 35 km (22 mi) de East Brewton a Castleberry. O tornado danificou ou destruiu cerca de 70 edifícios e feriu 20 pessoas; 2 pessoas sofreram ferimentos graves, um dos quais foi expulso de sua casa quando foi destruída.
Um total de 14 pessoas morreram em vários incidentes relacionados ao ciclone: 10 em acidentes de carro, 2 em árvores caídas e 2 em inundações. Perto de Cottondale, um homem de 24 anos e seu filho de 3 foram mortos quando uma árvore solta pelo solo saturado caiu em sua casa; ventos na época foram estimados em 32–48 km/h (20–30 mph). Um homem de 31 anos morreu em Birmingham após ser arrastado pela enchente e uma mulher de 23 anos se afogou depois de dirigir seu carro em um riacho inchado em Fort Payne. A maior perda de vidas ocorreu em um acidente de 17 veículos - 7 dos quais pegaram fogo - causado por aquaplanagem ao longo da I-65 no Condado de Butler ; dez pessoas morreram nas colisões. O legista do condado de Butler afirmou que o acidente ocorreu ao longo de uma curva em declive ao longo da rodovia famosa por incidentes de aquaplanagem.  Uma van que transportava nove pessoas para o Rancho de Meninas do Condado de Tallapoosa, um lar para meninas abusadas, negligenciadas ou abandonadas, estava envolvida no incidente. Quatro residentes, dois convidados e dois dos filhos do diretor morreram no acidente e no incêndio subsequente; as crianças mortas tinham entre 3 e 17 anos. O diretor do Rancho sobreviveu e foi hospitalizado em estado grave. Um homem de 29 anos e sua filha de 9 meses morreram em outro veículo envolvido no acidente.
O Alabama Power enviou mais de 200 eletricistas para restaurar o serviço, assim que a tempestade passou. A energia foi restaurada para "todos os clientes que poderiam aceitá-la com segurança" na noite de 20 de junho. O governador Kay Ivey declarou estado de emergência para os condados de Baldwin, Butler, Cherokee, DeKalb, Escambia, Mobile, Monroe e Tuscaloosa e declarou East Brewton uma área de desastre, embora o financiamento federal não estivesse disponível até uma avaliação dos danos. Em East Brewton, a Cruz Vermelha americana forneceu alimentos para as vítimas e as igrejas locais forneceram suprimentos de limpeza. GoFundMe estabeleceu uma página central para doações relacionadas à tempestade tropical Claudette. A cidade de Tuscaloosa aprovou $ 500.000 em fundos para reparos de infraestrutura e mais $ 750.000 viriam de um imposto sobre vendas de 1 centavo implementado recentemente. A partir de 6 de julho, as avaliações de danos em todo o Alabama não alcançaram US $ 7,5 milhões o limite exigido para assistência federal a desastres.

#### Flórida
Tempestades fortes a severas bem a leste do centro de Claudette produziram ventos prejudiciais em todo o oeste da Panhandle da Flórida. Rajadas no Aeroporto Internacional de Pensacola atingiram o pico de 130 km/h (81 mph), enquanto uma rajada de 114 km/h (71 mph) foi medido sobre o Estreito de Santa Rosa. As áreas costeiras viram breves períodos de ventos com força de tempestade tropical sustentada. Danos causados pelo vento ocorreram em partes do metrô de Pensacola, particularmente em Ferry Pass e Pace. Uma casa teve seu telhado explodido. Surf alto de 1.8–3.7 m (6–12 ft) praias alagadas e estradas nos municípios de Escambia e Santa Rosa. A precipitação ao longo do Panhandle foi em média 76–152 mm (3–6 in), com um pico de 160 mm (6.2 in) em Century, resultando em pequenas inundações.